# Eduardo Noriega (hiszpański aktor)
Eduardo Noriega, właśc. Eduardo Noriega Gómez (ur. 1 sierpnia 1973 w Santander, stolicy wspólnoty autonomicznej Kantabria) – hiszpański aktor filmowy, najlepiej znany z występu w dwóch filmach Alejandro Amenábara – uhonorowanym nagrodą Goya dramacie Teza i dreszczowcu Otwórz oczy. W Stanach Zjednoczonych prawdopodobnie stał się najbardziej popularny z roli Enrique w dreszczowcu politycznym 8 części prawdy.

## Życiorys
Przyszedł na świat w Santander, stolicy wspólnoty autonomicznej Kantabria jako najmłodszy z siedmiorga braci. We wczesnym dzieciństwie poświęcił się muzyce. W okresie dorastania przeniósł się do Madrytu, gdzie rozpoczął karierę aktorską występując w kilku filmach krótkometrażowych w reżyserii Carlosa Montero En casa de Diego (1993) i Mateo Gila Soñé que te mataba (1994) oraz dramacie Opowieści z Kronen (Historias del Kronen, 1995) u boku Jordi Mollà. Rola Alberto w krótkometrażowym thrillerze Alejandro Amenábara Luna (1995) przyniosła mu nagrodę 'Caja de Madrid' na festiwalu filmów krótkometrażowych w Alcalá de Henares. Zwrócił na siebie uwagę krytyków w roli studenta madryckiej szkoły medialnej, podejrzanego o utrwalanie ludzkich kaźni na taśmie filmowej w dramacie Alejandro Amenábara Teza (Tesis, 1996). Za postać Césara, który przebywa w więzieniu oskarżony o morderstwo, którego nie pamięta w melodramacie sci-fi/thrillerze psychologicznym Otwórz oczy (Abre los ojos, 1997) był nominowany do nagrody Goya. Kolejną nominację do nagrody Goya zdobył za kreację agenta hiszpańskich służb specjalnych w dreszczowcu Wilk (El Lobo, 2004).

## Filmografia

### Filmy
- 1995: Opowieści z Kronen (Historias del Kronen) jako Joven pelea 1.
- 1996: Teza (Tesis) jako Bosco Herranz
- 1996: Po drugiej stronie ogrodu (Más allá del jardín) jako Ignacio
- 1996: Pytanie o szczęście (Cuestión de suerte) jako Julio
- 1997: Otwórz oczy (Abre los ojos) jako César
- 1998: Cha-cha-chá jako Antonio
- 1999: Diabelska gra (Nadie conoce a nadie) jako Simón Cárdenas
- 1999: Żółta fontanna (La fuente amarilla) jako Sergio
- 2000: Spalona forsa (Plata quemada) jako Ángel
- 2000: Miłość i cienie (El Invierno de las anjanas) jako Eusebio
- 2000: Droga i koc (Carretera y manta) jako Luis
- 2001: Wizjonerzy (Visionarios) jako Joshe
- 2001: Kręgosłup diabła (El Espinazo del Diablo) jako Jacinto
- 2002: Novo jako Graham
- 2002: Wojownicy (Guerreros) jako Teniente Alonso
- 2003: Z pustymi rękami (Les Mains vides) jako Gerard
- 2004: Billy i Colette (Mon ange) jako Rzymianin
- 2004: Souli jako Carlos
- 2004: Wilk (El Lobo) jako Txema
- 2005: Metoda (El Metodo) jako Carlos
- 2005: Che Guevara jako Ernesto „Che” Guevara
- 2006: Kapitan Alatriste (Alatriste) jako Conde de Guadalmedina
- 2007: Klub Lolity (Canciones de amor en Lolita's Club) jako Raúl Fuentes/Valentín Fuentes
- 2008: 8 części prawdy (Vantage Point) jako Enrique
- 2008: Transsiberian jako Carlos
- 2010: Inny (El Mal Ajeno) jako Diego główny bohater
- 2013: Likwidator (The Last Stand) jako Gabriel Cortez

### Seriale TV
- 1996: Colegio mayor jako Comañero de Irene

### Filmy krótkometrażowe
- 1993: En casa de Diego
- 1994: Una historia más
- 1994: Soñé que te mataba
- 1995: Dawid (David)
- 1995: Luna jako Alberto
- 1996: Cita jako Alberto
- 1998: Allanamiento de morada jako Simón Romero